# Mamusa Local Municipality
Mamusa (englisch Mamusa Local Municipality) ist eine Lokalgemeinde im Distrikt Dr Ruth Segomotsi Mompati der südafrikanischen Provinz Nordwest. Der Verwaltungssitz befindet sich in Schweizer-Reneke. Bürgermeister ist K. Aron Motswane.
Die Gemeinde ist nach dem Setswana-Wort für das „Stillen von Kindern“ benannt.

## Städte und Orte
- Amalia
- Glaudina
- Migdol
- Molatswanene
- Schweizer-Reneke

## Bevölkerung
Im Jahr 2011 hatte die Gemeinde 60.355 Einwohner in 14.625 Haushalten auf einer Gesamtfläche von 3614,84 km². Davon waren 91,4 % schwarz, 5,5 % weiß und 2,2 % Coloured. Erstsprache war zu 84,7 % Setswana, zu 7,2 % Afrikaans, zu 2,2 % Sesotho, zu 1,7 % Englisch, zu jeweils 0,9 % isiXhosa und isiZulu sowie zu 0,8 % isiNdebele.